# Gilabert de Centelles i Riu-sec
Gilabert de Centelles i Riu-sec (? - 1409), baró de Nules i d'Oliva, fou un noble i militar del Regne de València. Fill de Pere de Centelles i de Vilanova i Ramoneta Riu-sec i Díaz, conegut també per Ramon de Riu-sec, es casà amb Leonor de Cabrera i del matrimoni nasqué Pere de Centelles i Bernat de Centelles Riu-sec i de Cabrera, mentre que la seua filla Catalina de Centelles es va casar amb Lope Ximénez d'Urrea i de Bardaixí, que seria virrei de Sicília.
Fou senyor de la baronia de Nules, i de la d'Oliva des del 1387 per herència del seu oncle matern de qui també hereta el nom Ramon de Riu-sech (nom vinculat al senyoriu, que acompanyarà sempre els senyors d'Oliva i Rebollet en tots els documents oficials).
Va participar amb les tropes valencianes en la defensa del Principat de Catalunya enfront de la Invasió d'Armanyac de Joan III, caient presoner a Ceret el 1390, en estacar-se el seu cavall en un camp recentment regat, i el seu rescat va haver de fer-se amb 1000 florins de la ciutat de València. Com a governador del Rosselló va passar al contraatac, sortint de Montpeller amb seixanta cavallers i seixanta ballesters el 15 d'agost i arribant a Fraisse l'endemà. Com el senyor del castell, un dels capitans armanyaguesos no es trobava al castell, Gilabert de Centelles el va cremar.
Amb les tropes de reforç enviades pel rei Joan el Caçador al seu nebot Martí el Jove, rei de Sicília per matrimoni amb Maria de Sicília, anà a Sicília el 1394 i aconseguiren amb èxit vèncer l'oposició dels barons. El rei premià els seus serveis militars amb la donació de terres i rendes a l'illa, sent nomenat conseller i camarlenc.
Retornat a València, prengué part en les lluites i enfrontaments entre famílies nobles, les anomenades bandositats del Regne de València. Des del 1398 capitanejà la dels Centelles, oposada a la dels Soler. Una de les principals incidències de la lluita foren la mort de Pere de Centelles i Riu-sec, germà de Gilabert, aquest buscà la venjança sense atendre raons ni ordres dels jurats ni del mateix rei Martí, qui per posar pau convocà les Corts a Sogorb (1401) sense èxit. Gilabert matà al cap del bàndol contrari, Jaume de Soler a Almedíxer, presentant-se després a les corts tranquil i orgullós. En reparació d'aquest greuge, Pere Marrades matà Jaume Jofré, Lluís de Torres i altres del bàndol dels Centelles. Les disposicions de les Corts per reprimir aquestos excessos només aconseguiren que els contendents abandonaren els carrers de València, però els dos bàndols es van enfrontar finalment a la batalla del Forcat a Llombai el 21 d'abril de 1404 on els Centelles foren derrotats.
Fou un dels cinc marmessors nomenats per la reina Maria de Luna en el seu testament del 1406, la qual llegà a Gilabert diversos béns.